# أليكسي بريانسكي
أليكسي بريانسكي (بالروسية: Брянский, Алексей Сергеевич)‏ (مواليد 14 سبتمبر 1997) هو سبّاح روسي، مثّل بلاده في الألعاب الأولمبية الصيفية 2016.

## روابط خارجية
أليكسي بريانسكي على موقع أوليمبيديا (الإنجليزية)